# Рыцарь дорог 2000
«Рыцарь дорог 2000» (англ. Knight Rider 2000) — телевизионный фильм 1991 года.

## Сюжет
Действие фильма происходит в будущем — в 2000 году. В США свободная продажа оружия привела к большому количеству погибших людей в мирное время. В результате действий правительства производство и свободная продажа огнестрельного оружия оказываются под запретом. Зато изобретено новое оружие — ультразвуковое. Такое оружие не убивает, а только парализует на время противника. Этим оружием вооружают и полицию.
У Майкла Найта своё мнение и на это оружие, он считает его опасным и негуманным. Он добивается создания специальных отрядов полиции, которые должны патрулировать по городу на специальных говорящих автомобилях, обладающих интеллектом. Майклу удаётся восстановить свой автомобиль КИТТ, ставший для него другом. И теперь Майкл вместе со своей помощницей Шоун Мак Кормик на верном автомобиле КИТТ готов дать отпор торговцам запрещённым огнестрельным оружием.

## В ролях
- Дэвид Хассельхофф — Майкл Найт
- Сюзан Норман — Шоун Мак Кормик
- Митч Пиледжи — Томас Уоттс